# Kožušany (železniční zastávka)
Kožušany jsou železniční zastávka v Kožušanech, severní části obce Kožušany-Tážaly, v Olomouckém kraji. Leží v km 94,5 elektrizované jednokolejné železniční trati Nezamyslice–Olomouc, na které byl zahájen provoz v roce 1870. V letech 2030–2031 je plánováno zdvojkolejnění trati v úseku Olomouc-Nové Sady – Kraličky, ve kterém zastávka Kožušany leží. Zastávka leží konkrétně mezi stanicemi Blatec a Olomouc hlavní nádraží. V jízdním řádu na rok 2025 ji obsluhují pravidelné osobní vlaky Českých drah na lince M1 ve směru Olomouc hl. n. (a Velké Losiny či Kouty nad Desnou) nebo  Nezamyslice. Stanicí pouze projíždějí rychlíky na lince R12, která v dvouhodinovém taktu spojuje Šumperk a Brno.

## Historie
Zastávka byla otevřena od nového jízdního řádu, který začal platit 28. května 1995. Její zřízení bylo výsledkem dlouholetého snažení obce. Obec si sama vybudovala přístupový chodník, zábradlí, osvětlení a otevřenou budovu s čekárnou. Náklady činily 433 000 Kč.

## Popis
Zastávka je zařazena do Integrovaného dopravního systému Olomouckého kraje. Skládá se z jediného nástupiště, které se nachází na náspu východně od obce. Vede na něj přístupový chodník a pro cestující je k dispozici přístřešek. Nástupiště není bezbariérově přístupné. Na místě není možné zakoupit jízdenku a k odbavení cestujících dochází ve vlaku.